# Jesús Abad Colorado
Jesús Abad Colorado (Medellín, 22 de abril de 1967) es un  fotoperiodista colombiano. Su trabajo se centra en los derechos humanos y el conflicto armado de Colombia.

## Trayectoria

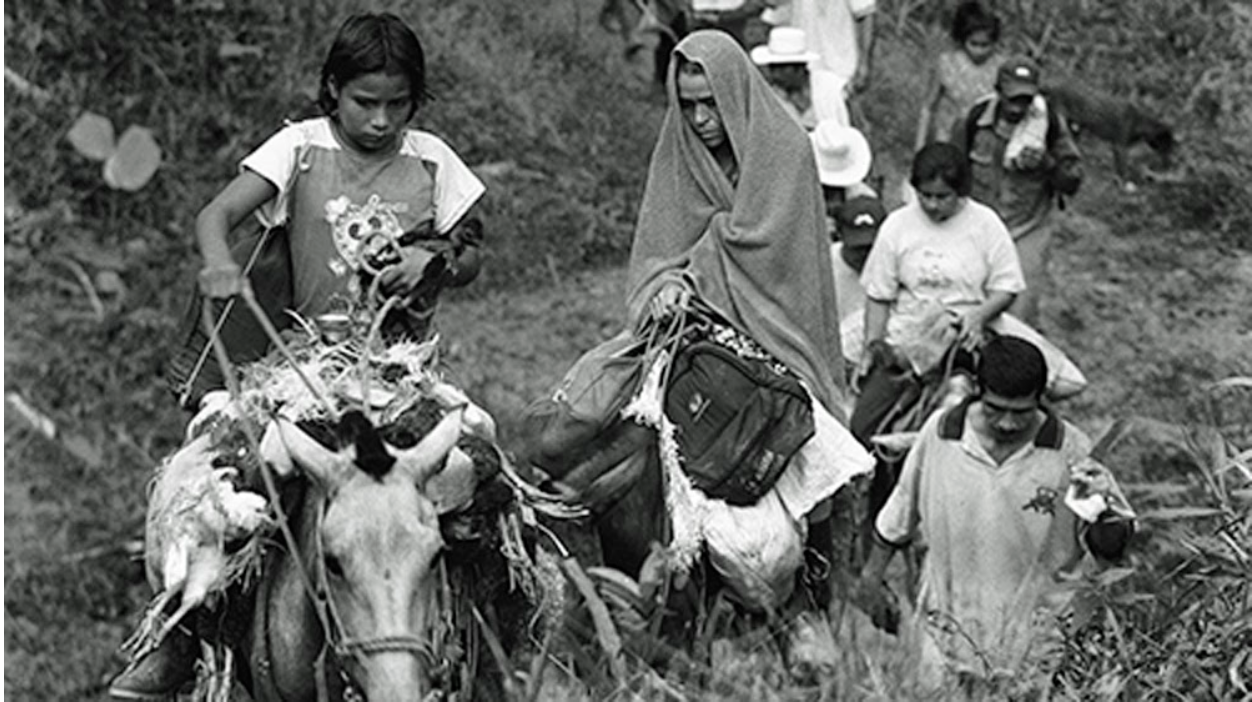
Retrato fotográfico realizado por Jesús Abad Colorado.

Nació en 1967 en Medellín. Recibió un BA en Comunicaciones de la Universidad de Antioquia. Trabajó como fotógrafo para el diario El Colombiano de Medellín de 1992 a 2001. Su trabajo se ha exhibido en más de 30 exposiciones e internacionalmente. Es coautor de dos libros, Relatos e Imágenes: El desplazamiento forzado en Colombia y La prisión, realidades de las cárceles en Colombia, y ha colaborado en muchos otros libros sobre el tema de los derechos humanos, además de su reciente documental El testigo en 2019, transmitido por el canal Caracol Televisión. En 2000, fue secuestrado en una barricada por las guerrillas del Ejército de Liberación Nacional y retenido durante dos días.
Su trabajo ha sido reconocido con numerosos premios. Ganó el Premio Simón Bolívar de Periodismo tres veces. En 2006, fue galardonado con el premio Caritas en Suiza y el CPJ International Press Freedom Awards del Comité para la Protección de los Periodistas (CPJ). El CPJ nunca había otorgado este galardón a un fotoperiodista. En 2009, estuvo en la lista de candidatos para el Premio Pictet.